# Plage de Petite Anse (Bouillante)
Ne doit pas être confondu avec Plage de Petite Anse.
La plage de Petite Anse est une plage de sable doré située au sud de Bouillante, en Guadeloupe.

## Géographie
Elle est située entre la pointe du Souffleur et la petite pointe à proximité de l'anse à la Barque. Elle est aménagée de carbets et contient des douches ainsi qu'un vaste parking.
La ravine Petite Anse y a son embouchure.

## Histoire
Il existe une source d'eau chaude située à l'extrémité sud de la plage. Pour la sentir, il faut creuser légèrement le sable. Dans les années 1950, cette source occupait un puits dressé sur la plage mais le puits s'est progressivement détérioré avant de disparaitre sous la force des éléments. Depuis la source s'écoule directement dans la mer.

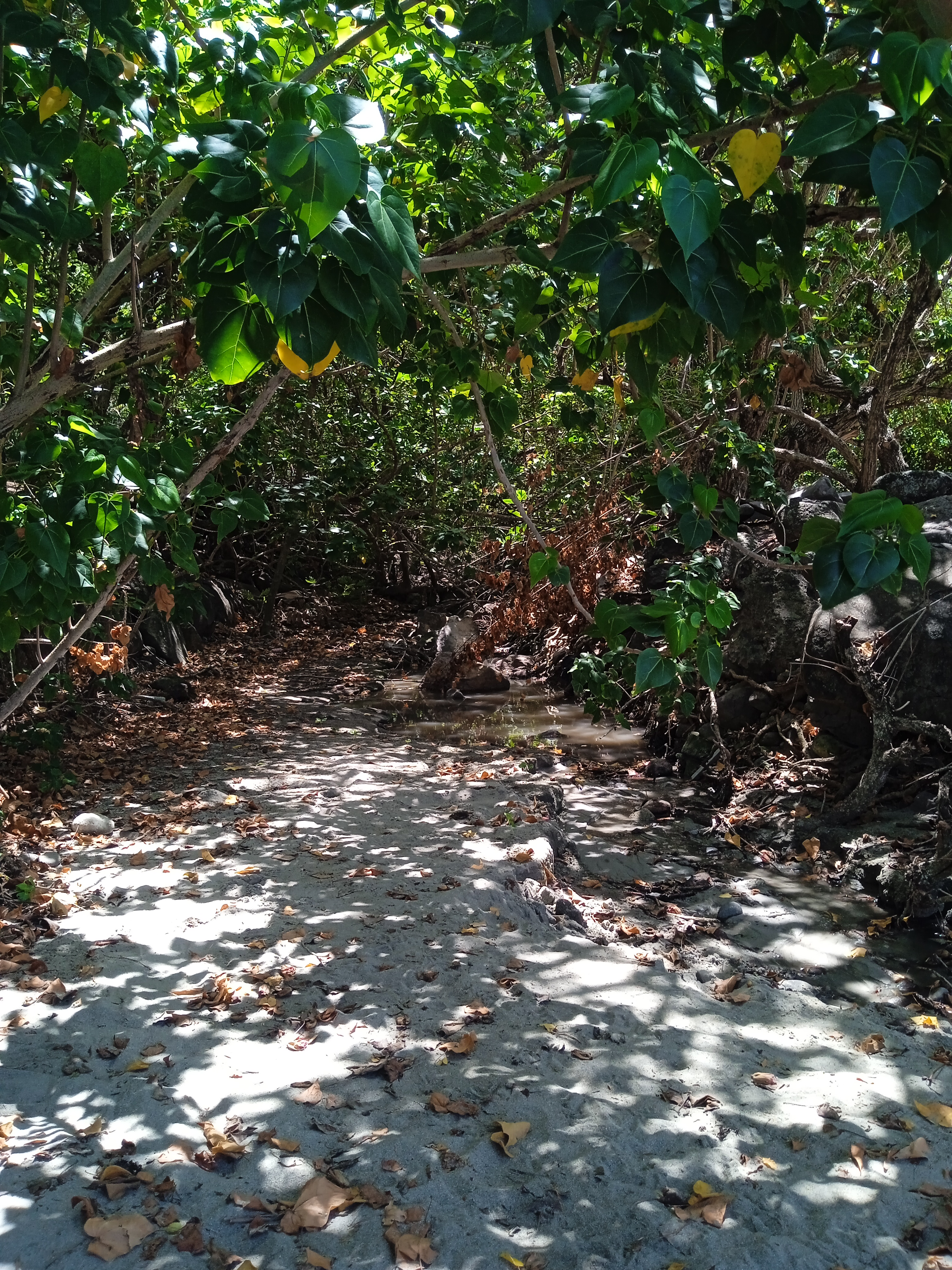
Ravine Petite Anse.
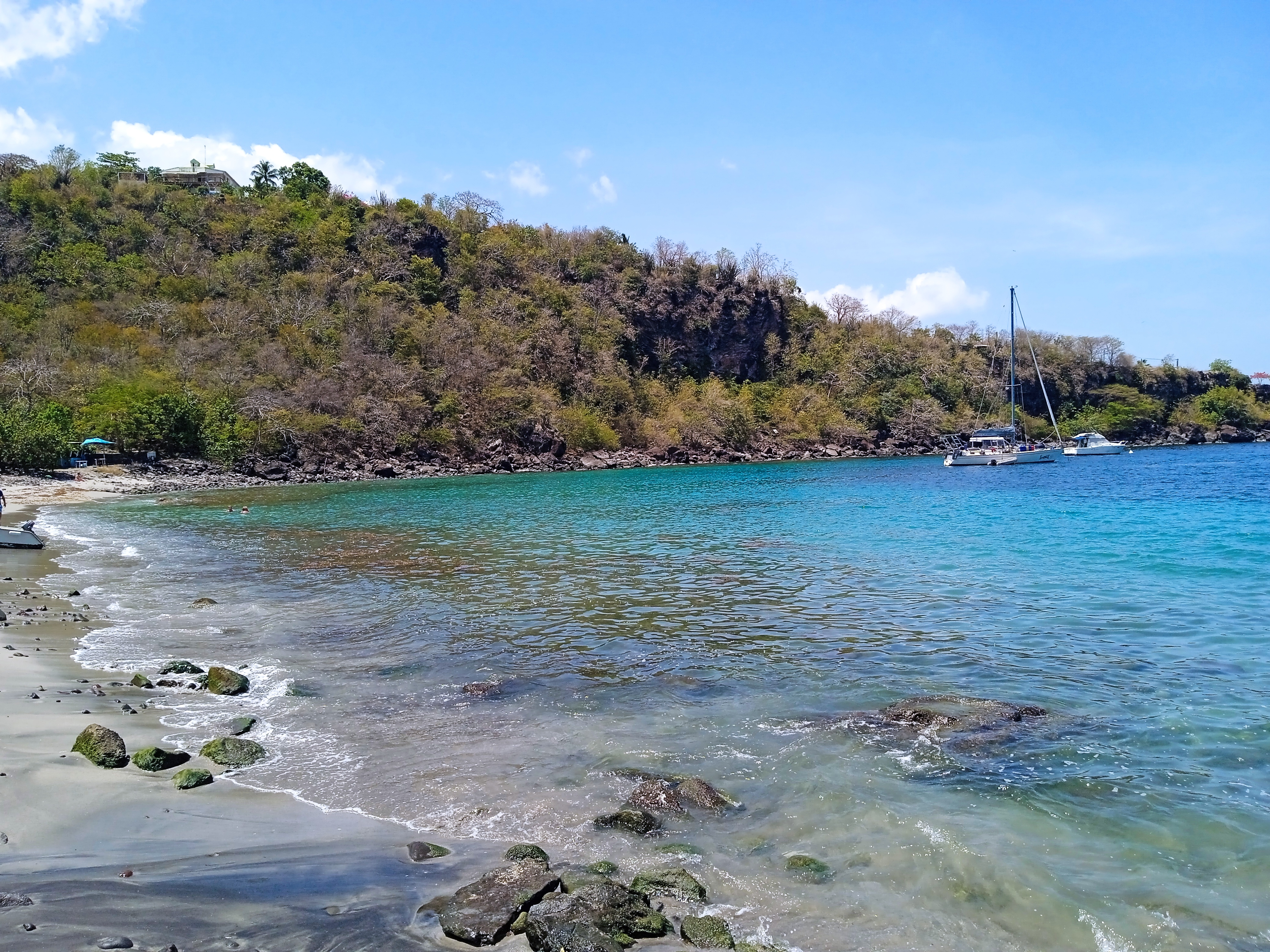
Plage de petite anse et pointe du Souffleur. La source chaude est détectable en bord de plage près de la côte de la pointe.